# Sandra Kobanovitch
Sandra Kobanovitch, née en 1993 à Rueil-Malmaison, est une réalisatrice, actrice, scénariste et photographe française.

## Biographie

### Enfance et adolescence
Sandra Kobanovitch naît en 1993 à Rueil-Malmaison , dans les Hauts-de-Seine.
Son parcours est marqué par une enfance dramatique,,. Alors que Sandra est âgée de trois ans, sa mère devient tétraplégique à la suite d'une tentative de suicide ; elle meurt un an plus tard. Son père étant en prison, Sandra se retrouve seule avec sa sœur aînée qui souffre d'un handicap mental. Elles sont toutes les deux prises en charge et élevées par leurs grands-parents maternels, à La Couture-Boussey, proche d'Évreux.
Sandra Kobanovitch se met à écrire très jeune, des textes empreints de rage et de colère qui sont jugés trop sombres par ses professeurs. Adolescente, elle est renvoyée de plusieurs établissements scolaires et se retrouve placée un temps en famille d'accueil.

### Cinéma
À sa majorité, Sandra Kobanovitch commence de petits boulots en région parisienne, sans perdre de vue le cinéma. Elle écrit de nombreux scénarios, se servant de son histoire pour créer ses personnages,.
En 2015, âgée de 22 ans, sous le pseudonyme de Sandra-Jessica Koban, elle emprunte de l'argent et réalise son premier court métrage : Scratch, l'histoire d'une rencontre entre une jeune femme paumée et une vieille prostituée. Ce premier film est présenté au Short film corner du Festival de Cannes,. Sandra Kobanovitch joue également dans son propre film aux côtés de Grégory Gatignol connu pour son rôle dans Les Choristes,.
La même année, elle rencontre l'acteur Samy Naceri à Cannes pendant la période du festival. Elle lui propose le premier rôle de son prochain court métrage : Heliopsis, dont le sujet est la réinsertion post-carcérale. Samy Naceri accepte d'endosser le rôle difficile d'un ancien détenu. Sandra Kobanovitch est soutenue financièrement par la ville de Nanterre, qui lui offre 4 000 euros pour réaliser Heliopsis, sur un budget total de 13 000 euros. En 2016, le film Heliopsis est sélectionné au festival Women in Film de Vancouver au Canada. À cette occasion, il est récompensé du Best Cinematography Award.

### Photographie
En 2024, elle remporte un prix en tant que photographe au Tokyo International Foto Awards au Japon dans la catégorie fine art - portrait.

## Filmographie
- 2015 : Scratch (court-métrage)[10]
- 2015 : Heliopsis (court-métrage)[11]
- 2023 : Donald (court-métrage)[12],[13]